# Eric Edenhielm
Eric Edenhielm (före adlandet Edman), född 1 oktober 1736, död 5 augusti 1808 på Segloraberg i Seglora socken, var en svensk militär. Han var far till Gillis Edenhielm.

## Biografi
Eric Edenhielm var son till kapten Johan Edman och Maria Elisabet Granatenhielm. Han blev volontär vid Älvsborgs regemente 1749, sergeant där 1750, fänrik 1754, löjtnant 1762, kapten 1771 och major 1776. Edenhielm adlades 1777 och adopterades på sin fars kusins ryttmästaren Gillis Edenhielms utdöda namn och nummer och introducerades 1778. Han blev överstelöjtnant 1786, överste i armén 1790 och var 1800–1805 överste och chef för Älvsborgs regemente. Han erhöll generalmajors avsked 1805. Edenhielm hade deltagit i Pommerska kriget och deltagit i striderna vid Demmin, Neu-Ruppin, Pasewalk, där han sårades i högra armen av en muskötkula, samt striderna vid Meijenkrebs, Neu-Brandenburg, Klemptenow, Hummelport och Neu-Kalen. Han deltog även i Gustav III:s ryska krig.